# وصف الأعراق البشرية الذاتي
وصف الأعراق البشرية الذاتي أو الإثنوغرافية الذاتية هي إحدى أنواع البحث النوعي، تسمح للكاتب باستخدام التأمل الذاتي في تجاربه وقصصه الشخصية، ليربط السيرة الذاتية الشخصية بسياقات ثقافية واجتماعية وسياسة أشمل.  إن  وصف الأعراق البشرية الذاتي شكلُ كتابة يُستخدم في العديد من التخصصات، مثل: دراسات التواصل ودراسات الأداء والتعليم والآداب والأنثروبولوجيا والخدمة الإجتماعية وعلم الإجتماع والتاريخ وعلم النفس والدراسات الدينية والتسويق والأعمال التجارية وإدارة التعليم والتربية الفنية والعلاج النفسي. 
تُعَرّف ماريشال (2010)  وصف الأعراق البشرية الذاتي بأنه: «أحد أشكال البحث الذي يتضمن الملاحظة والتأمل الذاتي الإنعكاسي اثناء عملية الكتابة والبحث الميداني الإثنوغرافي» (ص 43). أيضًا، تعرف كارولين إليس  وصف الأعراق البشرية الذاتي باعتباره: «البحث والكتابة والسرد القصصي والأداة المنهجية التي تربط السيرة الذاتية والشخصية بسياق الإجتماعي والثقافي والسياسي» (ص. xix). في الحقيقة، يصعب إيجاد تعريف جامع لمصطلح  وصف الأعراق البشرية الذاتي. في سبعينات القرن المنصرم كان تعريف المصطلح ذو افق محدود، حيث عُرّفَت بأنها الإثنوغرافيا المحلية والتي يقصد بها الدراسة الإثنوغرافية للباحث الذي يكون فردًا من مجتمع الدراسة (هاياو، 1979). أما في الوقت الحالي، فتشير إليس وإلينغسون (2008) إلى «صعوبة إيجاد تعريف دقيق للإثنوغرافية الذاتية بسبب تطور معانيها وتطبيقاتها» (ص. 449). 
أيضًا، يُعرف آدم وجونز وإليس في كتابهم الإثنوغرافية الذاتية: فهم البحث النوعي بالتالي: «إن وصف الأعراق البشرية الذاتي أداة بحثية تُستخدم فيها تجربة الباحث الشخصية لوصف ونقد معتقدات وممارسات وتجارب ثقافية. إن تقدير واعتراف الباحث بعلاقته بالآخرين... تظهر الأناس الذين ما زالوا في طريقهم يبحثون عن معنى معاناتهم وكيفية تعاملهم مع الحياة والهدف من سعيهم فيها» (آدم، 2015). «إن الحياة الاجتماعية مليئة بالإضطراب والعواطف واللايقين. إذا رغبنا في بحث موضوعات تتعلق بالحياة الاجتماعية، فيجب علينا أن نستخدم أداة بحثية، قادرة على استيعاب وتوظيف الفوضى والاضطراب والعاطفة واللايقين التي تملئ الحياة» (آدم، 2015)

## تاريخ المصطلح
اُستخدم مصطلح  وصف الأعراق البشرية الذاتي في سبعينات القرن المنصرم للدلالة على الدراسات التي يقدم فيها الباحثين تأملاتهم الفكرية عن ثقافتهم المحلية. يقترح والتر غولدسميث بأن كل أبحاث  وصف الأعراق البشرية الذاتي تتمركز حول ذات الباحث وتكشف عن «تحليلاته وتفسيراته وتجاربه الشخصية.»
من هنا، اهتم ديفيد م.هايانو، الأستاذ المساعد في الإنثروبولوجيا من جامعة ولاية كاليفورنيا في نورثريدج، بالدور الذي تلعبه هوية الفرد في البحث الذي يجريه. لقد آمن هايانو بأهمية «كتابة الباحثين دراساتهم الإثنوغرافية عن مجتمعاتهم المحلية،» بعيدًا عن طرق البحث التقليدية التي اعتاد عليها الباحثين. 
أما في ثمانينات القرن المنصرم، أصبح انخراط العلماء يتزايد تدريجيًا في جوانب الممارسات الإثنوغرافية الشخصية، مما دفعهم لإيلاء المزيد من الإهتمام للثقافة والسرد القصصي. مع نهاية العقد، أصبح مصطلح  وصف الأعراق البشرية الذاتي أكثر شيوعًا، وقام الباحثين بتطبيقه للكشف عن التداخلات بين الجوانب المستطبنة والشخصية للذات مع المعتقدات والممارسات والتجارب والأنظمة الثقافية. 
في التسعينات، ازداد التأكيد على السرديات الشخصية واتسع استخدام وصف الأعراق البشرية الذاتي. حيث نُشرت سلاسل كمجموعة البدائل الإثنوغرافية والمرجع في البحوث النوعية، بهدف إلقاء المزيد من الضوء والتأكيد على أهمية ممارسات  وصف الأعراق البشرية الذاتي.

## الأسس النظرية والمعرفية للإثنوغرافية الذاتية
يتميز  وصف الأعراق البشرية الذاتي (Autoethnography) بأنه تتأسس وتستبطن ذاتية الباحث بدلًا من محاولة تحجيمها والتملص منها، كما يحدث في الدراسات التجريببية. بذلك، يختلف عن وصف الأعراق البشرية الإعتيادي (منهج بحثٍ نوعي يستخدمه علماء الاجتماع والأنثروبولوجيا) الذي يسعى لوصف الممارسات الثقافية والإجتماعية من خلال البحث الميداني. في المقابل، تتمحور الدراسة في وصف الأعراق البشرية الذاتي حول ذات الباحث باعتبارها جزء أساسي في بنية الكتابة السردية والقَصَصْ الشخصي. توضح إليس (2004) بان وصف الأعراق البشرية الذاتي «باعتبارهه شكلًا من أشكال البحث وصف الأعراق البشرية» هي كُلٌ أكبر من جزئيه اللذان يكونانه: الذاتي (Auto) والثقافي (ethno)، ومختلفٌ عنهما في آنٍ واحد (ص، 31-32). لذلك، يقول إليس وإلينغسون (2008) أن «وصف البحث بكونه بحث إثنوغرافي ذاتي أو مجرد بحث إثنوغرافي اعتيادي، يعتمد بشكلٍ أساسي على الدعاوى التي يقدمها الباحث» (449). 
يسعى باحثوا  وصف الأعراق البشرية الذاتي إلى تسليط الضوء على تفاعلهم وانخراطهم التام في السياق الاجتماعي المدروس، من خلال عرض أفكارهم ومشاعرهم وقصصهم وملاحظاتهم الشخصية للقارئ. يمثل منهج وصف الأعراق البشرية الذاتي النقيض التام للتأسيس النظري القائم على الاختبار التجريبي لنظرية المعرفة الوضعية. في هذا السياق، ينظر إليس وإلينجسون (2008) إلى وصف الأعراق البشرية الذاتي باعتباره مشروعًا مُشكلًا اجتماعيًا (أو ما يُعرف بالبنائية الإجتماعية social constructionist) يرفض الثنائية الإقصائية بين الباحث والمبحوث، بين الذات والموضوع، بين العملية والمُنتج، بين الأنا والآخر، بين الفن والعلم وبين الشخصي والسياسي (ص، 450-459). ينوه الدكتور آيان مكورميك إلى فوائد دمج التكنولوجيا البصرية (مثل: الأفلام) مع مشاريع التنمية القائم على المشاكة المشاركة الإجتماعية. 
لذلك، يرفض علماء وصف الأعراق البشرية الذاتي مفهوم البحث الإجتماعي كمنتج معرفي محايد وموضوعي عبر أدوات البحث العلمي، بحيث ينفصل الباحث عن موضوع بحثهم. بهذا الإعتبار يكون  وصف الأعراق البشرية الذاتي استجابة «ناقدة لآثار الفصل بين الذات والموضوع على كل من الباحثين والقراء والدعاوى التي تشترط للوصول للحقيقة التجرد واللاشخصانية والتخلي عن العاطفة اتجاه المدروس. إن هذه الإدعاءات ليست سوى ممارسات بحثية مغلفة برداء خطاب علمي ذو أجندة خاصة» (Ellingson & Ellis, 2008, p. 450). من هنا، تجادل الأنثروبولوجية ديبورا رييد داناهاي (1997) أن وصف الأعراق البشرية الذاتي مركب مابعد حداثي، فتقول: 
 يقوم مفهوم  وصف الأعراق البشرية الذاتي... على توليفة تجمع بين الكتابة الإثنوغرافية وكتابة السيرة الذاتية مستلهمةً قيم ما بعد الحداثة. فتضع تحت المسائلة قيم التصورات الواقعية والتجرد الموضوعي، التي تمثل حجر أساس الإثنوغرافيا الإعتيادي.أيضًا، تراجع مفهوم الإتساق الذات الفردية، في سياق كتابة السيرة الذاتية. لذلك، يدمج المصطلح بين معنيين يشيران إلى إثنوغرافيا الباحثـ/ـة المحلية، أو إلى سيرة ذاتية باهتمامات الإثنوغرافية." (ص، 2) 

## عملية ممارسة  وصف الأعراق البشرية الذاتي
يجمع  وصف الأعراق البشرية الذاتي كأداة بحثية بين كتابة السيرة الذاتية والإثنوغرافيا. فيقوم كاتب السيرة الذاتية بإنتقاء عفوي لتجارب شخصية حدثت في الماضي. لذلك، لا يعيش التجارب بقصد توثيقها ونشرها، بل هي مجموعة من الحوادث المنتقاة التأمل الذاتي في الماضي الشخصي (BRUNER, 1993; DENZIN, 1989, Freeman, 2004). يقوم الكاتب بالإستعانة بالعديد من الوسائل ليستخرج أكبر قدر من المعاني الكامنة في الحوادث، فيعقد المقابلات مع أشخاص آخرين قد يكونوا عاشوا نفس الحوادث. إضافةً لذلك، ينظر الكاتب في كل ما يُساعده على استذكار أفضل للحوادث المعاشة، بما في ذلك النصوص المكتوبة والسجلات الفوتوغرافية والمجلات والتسجيلات الصوتية والمرئية (DELANY, 2004; DIDION, 2005; GOODALL, 2006; HERRMANN, 2005). 
- حساب متعدد الطبقات